# Pavullo nel Frignano
Pavullo nel Frignano (emilián nyelven Pavóll) település Olaszországban, Emilia-Romagna régióban, Modena megyében. Lakosainak száma 18 103 fő (2023. január 1.). Pavullo nel Frignano Guiglia, Marano sul Panaro, Montese, Polinago, Serramazzoni, Zocca, Lama Mocogno, Montecreto és Sestola községekkel határos.

## Népesség
A település lakossága az elmúlt években az alábbi módon változott:
| Lakosok száma | 17 400 | 17 361 | 18 103 |
|               | 2017   | 2018   | 2023   |